# Konfederační pohár FIFA 2009 (soupisky)
Následující článek obsahuje podrobné soupisky týmů, které se ve dnech 14. až 28. června 2009 účastnily Konfederačního poháru 2009 v Jihoafrické republice.
Všechna následující data jsou platná ke dni 14. června 2009. Každý z týmů měl právo na turnaj nominovat dvacet hráčů do pole a tři brankáře.

## Skupina A

### Irák
Hlavní trenér:  Bora Milutinović
| 0Čís.0 | Poz. | Hráč                    | Datum narození (věk)       | Záp. | Góly | Klub                 |
| ------ | ---- | ----------------------- | -------------------------- | ---- | ---- | -------------------- |
|        |      | Noor Sabri              | 6. června 1984 (25 let)    |      |      | Al-Talaba            |
|        |      | Mohammed Ali Karim      | 25. června 1986 (22 let)   |      |      | Al-Jazira            |
|        |      | Bassim Abbas            | 1. července 1982 (26 let)  |      |      | Al-Talaba            |
|        |      | Fareed Majeed           | 17. srpna 1986 (22 let)    |      |      | Al-Talaba            |
|        |      | Nashat Akram            | 12. září 1984 (24 let)     |      |      | Al-Gharafa           |
|        |      | Salih Sadir             | 21. srpna 1981 (27 let)    |      |      | Al-Ahed              |
|        |      | Emad Mohammed           | 24. července 1982 (26 let) |      |      | Sepahan              |
|        |      | Luay Salah              | 7. února 1982 (27 let)     |      |      | Arbil                |
|        |      | Abdul-Wahab Abu Al-Hail | 21. prosince 1976 (32 let) |      |      | Sepahan              |
|        |      | Younis Mahmoud (c)      | 2. března 1983 (26 let)    |      |      | Al-Gharafa           |
|        |      | Hawar Mulla Mohammed    | 1. června 1981 (28 let)    |      |      | Anorthosis Famagusta |
|        |      | Mohammed Gassid         | 10. prosince 1986 (22 let) |      |      | Al-Zawraa            |
|        |      | Karrar Jassim           | 11. června 1987 (22 let)   |      |      | Al-Wakra             |
|        |      | Salam Shakir            | 31. července 1986 (22 let) |      |      | Al-Khor              |
|        |      | Ali Rehema              | 8. srpna 1985 (23 let)     |      |      | Al-Wakra             |
|        |      | Dara Mohammed           | 16. července 1987 (21 let) |      |      | Sulaymaniyah         |
|        |      | Alaa Abdul-Zahra        | 22. prosince 1987 (21 let) |      |      | Al-Khor              |
|        |      | Mahdi Karim             | 10. prosince 1983 (25 let) |      |      | Al-Khor              |
|        |      | Essam Yassin            | 11. března 1987 (22 let)   |      |      | Al-Amana             |
|        |      | Samer Saeed             | 1. prosince 1987 (21 let)  |      |      | Al-Ahly Tripoli      |
|        |      | Uday Taleb              | 6. listopadu 1981 (27 let) |      |      | Dohuk                |
|        |      | Muayad Khalid           | 1. září 1985 (23 let)      |      |      | Al-Quwa Al-Jawiya    |
|        |      | Halgurd Mulla Mohammed  | 11. března 1988 (21 let)   |      |      | Sulaymaniyah         |

### Nový Zéland
Hlavní trenér:  Ricki Herbert
| 0Čís.0 | Poz. | Hráč            | Datum narození (věk)       | Záp. | Góly | Klub                  |
| ------ | ---- | --------------- | -------------------------- | ---- | ---- | --------------------- |
|        |      | Mark Paston     | 13. prosince 1976 (32 let) |      |      | Wellington Phoenix    |
|        |      | Aaron Scott     | 19. července 1986 (22 let) |      |      | Waitakere United      |
|        |      | Tony Lochhead   | 12. ledna 1982 (27 let)    |      |      | Wellington Phoenix    |
|        |      | Duncan Oughton  | 14. června 1977 (32 let)   |      |      | Columbus Crew         |
|        |      | Ben Sigmund     | 3. února 1981 (28 let)     |      |      | Wellington Phoenix    |
|        |      | Ivan Vicelich   | 3. září 1976 (32 let)      |      |      | Auckland City         |
|        |      | Simon Elliott   | 10. června 1974 (35 let)   |      |      | San Jose Earthquakes  |
|        |      | Tim Brown (c)   | 6. března 1981 (28 let)    |      |      | Wellington Phoenix    |
|        |      | Shane Smeltz    | 29. září 1981 (27 let)     |      |      | Gold Coast United     |
|        |      | Chris Killen    | 8. října 1981 (27 let)     |      |      | Celtic                |
|        |      | Leo Bertos      | 20. prosince 1981 (27 let) |      |      | Wellington Phoenix    |
|        |      | Glen Moss       | 19. ledna 1983 (26 let)    |      |      | Melbourne Victory     |
|        |      | Andrew Barron   | 24. prosince 1980 (28 let) |      |      | Team Wellington       |
|        |      | Jeremy Christie | 22. května 1983 (26 let)   |      |      | Wellington Phoenix    |
|        |      | Jeremy Brockie  | 7. října 1987 (21 let)     |      |      | North Queensland Fury |
|        |      | Chris James     | 4. července 1987 (21 let)  |      |      | Tampere United        |
|        |      | David Mulligan  | 24. března 1982 (27 let)   |      |      | Wellington Phoenix    |
|        |      | Andrew Boyens   | 18. září 1983 (25 let)     |      |      | New York Red Bulls    |
|        |      | Steven Old      | 17. února 1986 (23 let)    |      |      | Kilmarnock            |
|        |      | Chris Wood      | 7. prosince 1991 (17 let)  |      |      | West Bromwich Albion  |
|        |      | Kris Bright     | 15. září 1986 (22 let)     |      |      | Panserraikos          |
|        |      | Jarrod Smith    | 20. června 1984 (24 let)   |      |      | Seattle Sounders      |
|        |      | James Bannatyne | 30. června 1975 (33 let)   |      |      | Team Wellington       |

### Jihoafrická republika
Hlavní trenér:  Joel Santana
| 0Čís.0 | Poz. | Hráč                | Datum narození (věk)        | Záp. | Góly | Klub              |
| ------ | ---- | ------------------- | --------------------------- | ---- | ---- | ----------------- |
|        |      | Rowen Fernández     | 28. února 1978 (31 let)     |      |      | Arminia Bielefeld |
|        |      | Siboniso Gaxa       | 6. dubna 1984 (25 let)      |      |      | Mamelodi Sundowns |
|        |      | Tsepo Masilela      | 5. května 1985 (24 let)     |      |      | Maccabi Haifa     |
|        |      | Aaron Mokoena (c)   | 25. listopadu 1980 (28 let) |      |      | Blackburn Rovers  |
|        |      | Benson Mhlongo      | 9. listopadu 1980 (28 let)  |      |      | Orlando Pirates   |
|        |      | MacBeth Sibaya      | 25. listopadu 1977 (31 let) |      |      | Rubin Kazan       |
|        |      | Lance Davids        | 11. dubna 1985 (24 let)     |      |      | Supersport United |
|        |      | Siphiwe Tshabalala  | 25. září 1984 (24 let)      |      |      | Kaizer Chiefs     |
|        |      | Katlego Mphela      | 29. listopadu 1984 (24 let) |      |      | Mamelodi Sundowns |
|        |      | Steven Pienaar      | 17. března 1982 (27 let)    |      |      | Everton           |
|        |      | Elrio van Heerden   | 11. července 1983 (25 let)  |      |      | Club Brugge       |
|        |      | Teko Modise         | 22. prosince 1982 (26 let)  |      |      | Orlando Pirates   |
|        |      | Kagiso Dikgacoi     | 24. listopadu 1984 (24 let) |      |      | Golden Arrows     |
|        |      | Matthew Booth       | 14. března 1977 (32 let)    |      |      | Mamelodi Sundowns |
|        |      | Innocent Mdledle    | 12. listopadu 1985 (23 let) |      |      | Orlando Pirates   |
|        |      | Itumeleng Khune     | 20. června 1987 (21 let)    |      |      | Kaizer Chiefs     |
|        |      | Bernard Parker      | 16. března 1986 (23 let)    |      |      | Red Star Belgrade |
|        |      | Thembinkosi Fanteni | 2. února 1984 (25 let)      |      |      | Maccabi Haifa     |
|        |      | Bryce Moon          | 6. dubna 1986 (23 let)      |      |      | Panathinaikos     |
|        |      | Bongani Khumalo     | 6. ledna 1987 (22 let)      |      |      | Supersport United |
|        |      | Katlego Mashego     | 18. května 1982 (27 let)    |      |      | Orlando Pirates   |
|        |      | Brian Baloyi        | 16. března 1974 (35 let)    |      |      | Mamelodi Sundowns |
|        |      | Morgan Gould        | 23. března 1983 (26 let)    |      |      | Supersport United |

### Španělsko
Hlavní trenér:  Vicente del Bosque
| 0Čís.0 | Poz. | Hráč                        | Datum narození (věk)        | Záp. | Góly | Klub            |
| ------ | ---- | --------------------------- | --------------------------- | ---- | ---- | --------------- |
|        |      | Iker Casillas Fernández (c) | 20. května 1981 (28 let)    |      |      | Real Madrid     |
|        |      | Raúl Albiol                 | 4. září 1985 (23 let)       |      |      | Valencia        |
|        |      | Gerard Piqué                | 2. února 1987 (22 let)      |      |      | Barcelona       |
|        |      | Carlos Marchena             | 31. července 1979 (29 let)  |      |      | Valencia        |
|        |      | Carles Puyol                | 13. dubna 1978 (31 let)     |      |      | Barcelona       |
|        |      | Pablo Hernández             | 11. dubna 1985 (24 let)     |      |      | Valencia        |
|        |      | David Villa                 | 3. prosince 1981 (27 let)   |      |      | Valencia        |
|        |      | Xavi                        | 25. ledna 1980 (29 let)     |      |      | Barcelona       |
|        |      | Fernando Torres             | 20. března 1984 (25 let)    |      |      | Liverpool       |
|        |      | Francesc Fàbregas           | 4. května 1987 (22 let)     |      |      | Arsenal         |
|        |      | Joan Capdevila              | 3. února 1978 (31 let)      |      |      | Villarreal      |
|        |      | Sergio Busquets             | 16. července 1988 (20 let)  |      |      | Barcelona       |
|        |      | Diego López                 | 3. listopadu 1981 (27 let)  |      |      | Villarreal      |
|        |      | Xabi Alonso                 | 25. listopadu 1981 (27 let) |      |      | Liverpool       |
|        |      | Sergio Ramos                | 30. března 1986 (23 let)    |      |      | Real Madrid     |
|        |      | Fernando Llorente           | 26. února 1985 (24 let)     |      |      | Athletic Bilbao |
|        |      | Daniel Güiza                | 17. srpna 1980 (28 let)     |      |      | Fenerbahçe      |
|        |      | Albert Riera                | 15. dubna 1982 (27 let)     |      |      | Liverpool       |
|        |      | Álvaro Arbeloa              | 17. ledna 1983 (26 let)     |      |      | Liverpool       |
|        |      | Santi Cazorla               | 13. prosince 1984 (24 let)  |      |      | Villarreal      |
|        |      | David Silva                 | 8. ledna 1986 (23 let)      |      |      | Valencia        |
|        |      | Juan Manuel Mata            | 28. dubna 1988 (21 let)     |      |      | Valencia        |
|        |      | Pepe Reina                  | 31. srpna 1982 (26 let)     |      |      | Liverpool       |

## Skupina B

### Brazílie
Hlavní trenér:  Dunga
| 0Čís.0 | Poz. | Hráč           | Datum narození (věk)       | Záp. | Góly | Klub              |
| ------ | ---- | -------------- | -------------------------- | ---- | ---- | ----------------- |
|        |      | Júlio César    | 3. září 1979 (29 let)      |      |      | Internazionale    |
|        |      | Maicon         | 26. července 1981 (27 let) |      |      | Internazionale    |
|        |      | Lúcio (c)      | 8. května 1978 (31 let)    |      |      | FC Bayern Mnichov |
|        |      | Juan           | 1. února 1979 (30 let)     |      |      | Roma              |
|        |      | Felipe Melo    | 26. června 1983 (25 let)   |      |      | Fiorentina        |
|        |      | Kléber         | 1. dubna 1980 (29 let)     |      |      | Internacional     |
|        |      | Elano          | 14. června 1981 (28 let)   |      |      | Manchester City   |
|        |      | Gilberto Silva | 7. října 1976 (32 let)     |      |      | Panathinaikos     |
|        |      | Luís Fabiano   | 8. listopadu 1980 (28 let) |      |      | Sevilla           |
|        |      | Kaká           | 22. dubna 1982 (27 let)    |      |      | Milan             |
|        |      | Robinho        | 25. ledna 1984 (25 let)    |      |      | Manchester City   |
|        |      | Victor         | 21. ledna 1983 (26 let)    |      |      | Grêmio            |
|        |      | Daniel Alves   | 6. května 1983 (26 let)    |      |      | Barcelona         |
|        |      | Luisão         | 13. února 1982 (27 let)    |      |      | Benfica           |
|        |      | João Miranda   | 7. září 1984 (24 let)      |      |      | São Paulo         |
|        |      | André Santos   | 8. března 1983 (26 let)    |      |      | Corinthians       |
|        |      | Josué          | 19. července 1979 (29 let) |      |      | Wolfsburg         |
|        |      | Ramires        | 24. března 1987 (22 let)   |      |      | Cruzeiro          |
|        |      | Júlio Baptista | 1. října 1981 (27 let)     |      |      | Roma              |
|        |      | Kléberson      | 19. června 1979 (29 let)   |      |      | Flamengo          |
|        |      | Alexandre Pato | 2. září 1989 (19 let)      |      |      | Milan             |
|        |      | Nilmar         | 14. července 1984 (24 let) |      |      | Internacional     |
|        |      | Gomes          | 15. února 1981 (28 let)    |      |      | Tottenham Hotspur |

### Egypt
Hlavní trenér:  Hassan Shehata
| 0Čís.0 | Poz. | Hráč                        | Datum narození (věk)        | Záp. | Góly | Klub              |
| ------ | ---- | --------------------------- | --------------------------- | ---- | ---- | ----------------- |
|        |      | Essam El-Hadary             | 15. ledna 1973 (36 let)     |      |      | FC Sion           |
|        |      | Mahmoud Fathallah           | 13. února 1982 (27 let)     |      |      | El Zamalek        |
|        |      | Ahmed Al-Muhammadi          | 9. září 1987 (21 let)       |      |      | ENPPI             |
|        |      | Ahmed Said                  | 13. března 1984 (25 let)    |      |      | Haras El Hodood   |
|        |      | Ahmed Khairy                | 1. října 1987 (21 let)      |      |      | Ismaily           |
|        |      | Hani Said                   | 22. dubna 1980 (29 let)     |      |      | El Zamalek        |
|        |      | Ahmed Fathy                 | 10. listopadu 1984 (24 let) |      |      | Al-Ahly           |
|        |      | Hosny Abd Rabo              | 1. listopadu 1984 (24 let)  |      |      | Al-Ahli Dubai     |
|        |      | Mohamed Zidan               | 11. prosince 1981 (27 let)  |      |      | Borussia Dortmund |
|        |      | Ahmed Eid Abdel Malek       | 15. května 1980 (29 let)    |      |      | Haras El Hodood   |
|        |      | Mohamed Shawky              | 5. října 1984 (24 let)      |      |      | Middlesbrough     |
|        |      | Mohamed Homos               | 1. ledna 1979 (30 let)      |      |      | Ismaily           |
|        |      | Abdelaziz Tawfik            | 24. května 1986 (23 let)    |      |      | ENPPI             |
|        |      | Sayed Moawad                | 25. května 1979 (30 let)    |      |      | Al-Ahly           |
|        |      | Ahmed Samir Farag           | 20. května 1986 (23 let)    |      |      | Ismaily           |
|        |      | Wahid                       | 3. června 1977 (32 let)     |      |      | El Zamalek        |
|        |      | Ahmed Hassan (c)            | 2. května 1975 (34 let)     |      |      | Al-Ahly           |
|        |      | Ahmed Abdel-Ghani           | 1. prosince 1981 (27 let)   |      |      | Haras El Hodood   |
|        |      | Mohamed Mohsen Abou Greisha | 4. srpna 1981 (27 let)      |      |      | Ismaily           |
|        |      | Wael Gomaa                  | 3. srpna 1975 (33 let)      |      |      | Al-Ahly           |
|        |      | Raouf                       | 15. září 1982 (26 let)      |      |      | ENPPI             |
|        |      | Mohamed Aboutrika           | 7. listopadu 1978 (30 let)  |      |      | Al-Ahly           |
|        |      | Mohamed Sobhy               | 30. srpna 1981 (27 let)     |      |      | Ismaily           |

### Itálie
Hlavní trenér:  Marcello Lippi
| 0Čís.0 | Poz. | Hráč                 | Datum narození (věk)        | Záp. | Góly | Klub           |
| ------ | ---- | -------------------- | --------------------------- | ---- | ---- | -------------- |
|        |      | Gianluigi Buffon     | 28. ledna 1978 (31 let)     |      |      | Juventus       |
|        |      | Davide Santon        | 2. ledna 1991 (18 let)      |      |      | Inter Milan    |
|        |      | Fabio Grosso         | 28. listopadu 1977 (31 let) |      |      | Lyon           |
|        |      | Giorgio Chiellini    | 14. srpna 1984 (24 let)     |      |      | Juventus       |
|        |      | Fabio Cannavaro (c)  | 13. září 1973 (35 let)      |      |      | Real Madrid    |
|        |      | Nicola Legrottaglie  | 20. října 1976 (32 let)     |      |      | Juventus       |
|        |      | Simone Pepe          | 30. srpna 1983 (25 let)     |      |      | Udinese        |
|        |      | Gennaro Gattuso      | 9. ledna 1978 (31 let)      |      |      | Milan          |
|        |      | Luca Toni            | 26. května 1977 (32 let)    |      |      | Bayern Mnichov |
|        |      | Daniele De Rossi     | 24. července 1983 (25 let)  |      |      | Roma           |
|        |      | Alberto Gilardino    | 5. července 1982 (26 let)   |      |      | Fiorentina     |
|        |      | Morgan De Sanctis    | 26. března 1977 (32 let)    |      |      | Galatasaray    |
|        |      | Alessandro Gamberini | 27. srpna 1981 (27 let)     |      |      | Fiorentina     |
|        |      | Marco Amelia         | 2. dubna 1982 (27 let)      |      |      | Palermo        |
|        |      | Vincenzo Iaquinta    | 21. listopadu 1979 (29 let) |      |      | Juventus       |
|        |      | Mauro Camoranesi     | 4. října 1976 (32 let)      |      |      | Juventus       |
|        |      | Giuseppe Rossi       | 1. února 1987 (22 let)      |      |      | Villarreal     |
|        |      | Angelo Palombo       | 25. září 1981 (27 let)      |      |      | Sampdoria      |
|        |      | Gianluca Zambrotta   | 19. února 1977 (32 let)     |      |      | Milan          |
|        |      | Riccardo Montolivo   | 18. ledna 1985 (24 let)     |      |      | Fiorentina     |
|        |      | Andrea Pirlo         | 19. května 1979 (30 let)    |      |      | Milan          |
|        |      | Andrea Dossena       | 11. září 1981 (27 let)      |      |      | Liverpool      |
|        |      | Fabio Quagliarella   | 31. ledna 1983 (26 let)     |      |      | Udinese        |

### USA
Hlavní trenér:  Bob Bradley
| 0Čís.0 | Poz. | Hráč                 | Datum narození (věk)       | Záp. | Góly | Klub                     |
| ------ | ---- | -------------------- | -------------------------- | ---- | ---- | ------------------------ |
|        |      | Tim Howard           | 6. března 1979 (30 let)    |      |      | Everton                  |
|        |      | Jonathan Bornstein   | 7. listopadu 1984 (24 let) |      |      | Chivas USA               |
|        |      | Carlos Bocanegra (c) | 25. května 1979 (30 let)   |      |      | Rennes                   |
|        |      | Conor Casey          | 25. července 1981 (27 let) |      |      | Colorado Rapids          |
|        |      | Oguchi Onyewu        | 13. května 1982 (27 let)   |      |      | Standard Liège           |
|        |      | Heath Pearce         | 13. srpna 1984 (24 let)    |      |      | Hansa Rostock            |
|        |      | DaMarcus Beasley     | 24. května 1982 (27 let)   |      |      | Rangers                  |
|        |      | Clint Dempsey        | 9. března 1983 (26 let)    |      |      | Fulham                   |
|        |      | Charlie Davies       | 23. června 1986 (22 let)   |      |      | Hammarby                 |
|        |      | Landon Donovan       | 4. března 1982 (27 let)    |      |      | Los Angeles Galaxy       |
|        |      | Marvell Wynne        | 8. května 1986 (23 let)    |      |      | Toronto FC               |
|        |      | Michael Bradley      | 31. července 1987 (21 let) |      |      | Borussia Mönchengladbach |
|        |      | Ricardo Clark        | 10. února 1983 (26 let)    |      |      | Houston Dynamo           |
|        |      | Danny Califf         | 17. března 1980 (29 let)   |      |      | Midtjylland              |
|        |      | Jay DeMerit          | 4. prosince 1979 (29 let)  |      |      | Watford                  |
|        |      | Sacha Kljestan       | 9. září 1985 (23 let)      |      |      | Chivas USA               |
|        |      | Jozy Altidore        | 6. listopadu 1989 (19 let) |      |      | Villarreal               |
|        |      | Brad Guzan           | 9. září 1984 (24 let)      |      |      | Aston Villa              |
|        |      | Freddy Adu           | 2. června 1989 (20 let)    |      |      | Monaco                   |
|        |      | José Torres          | 29. října 1987 (21 let)    |      |      | Pachuca                  |
|        |      | Jonathan Spector     | 1. března 1986 (23 let)    |      |      | West Ham United          |
|        |      | Benny Feilhaber      | 19. ledna 1985 (24 let)    |      |      | AGF                      |
|        |      | Luis Robles          | 11. května 1984 (25 let)   |      |      | Kaiserslautern           |